# Iris purdyi
Iris purdyi är en irisväxtart som beskrevs av Alice Eastwood. Iris purdyi ingår i släktet irisar, och familjen irisväxter. Inga underarter finns listade i Catalogue of Life.